# Luís Eduardo García Rodríguez
Luís Eduardo García Rodríguez MXY (* 7. März 1907 in Abriaquí, Departamento de Antioquia; † 8. Januar 1970 in El Chuscal, Departamento de Risaralda) war ein kolumbianischer römisch-katholischer Ordensgeistlicher und Apostolischer Präfekt von Arauca.

## Leben
Luís Eduardo García Rodríguez trat der Ordensgemeinschaft der Misioneros Javerianos de Yarumal bei und empfing nach dem Studium der Philosophie und der Katholischen Theologie am 25. September 1938 das Sakrament der Priesterweihe. Papst Pius XII. bestellte ihn am 25. Juni 1945 zum ersten Apostolischen Präfekten von Labateca. Am 31. Juli 1956 ernannte ihn Papst Pius XII. zum Apostolischen Präfekten von Arauca.